# Бертон Юнайтед
Бе́ртон Юна́йтед (англ. Burton United Football Club) — английский футбольный клуб из Бертон-апон-Трент, Стаффордшир, Англия. Был основан в 1901 году после слияния «Бертон Свифтс» и «Бертон Уондерерс». С 1901 по 1907 годы выступал в рамках Второго дивизиона Футбольной лиги. В 1910 году прекратил существование.

## История

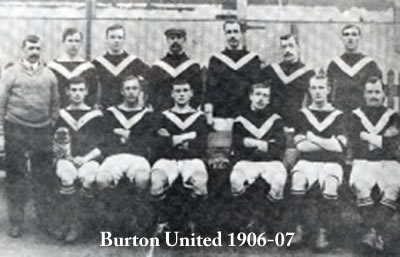
Команда «Бертон Юнайтед» в сезоне 1906/07

Клуб был основан в 1901 году слиянием «Бертон Свифтс» и «Бертон Уондерерс». «Свифтс» выступал в Футбольной лиге с 1892 года, а «Уондерерс» был членом Футбольной лиги с 1894 по 1897 год, после чего играл в Лиге Мидленда. В 1901 году на фоне неудачных выступлений этих команд по отдельности было принято решение об их объединении в один клуб.
«Бертон Юнайтед» занял место «Бертон Свифтс» во Втором дивизионе и проводил домашние матчи на стадионе «Свифтс», «Пил Крофт». Команда выступала нестабильно и не финишировала выше 10-го места во Втором дивизионе. В  Кубке Англии «Бертон Юнайтед» не проходил дальше первого раунда. В сезонах 1904/05 и 1905/06 «Бертон» занимал предпоследнее место, а в сезоне 1906/07 финишировал на последней строчке. Клуб не переизбрался в Футбольную лигу, вместо них в этот турнир был приглашён лондонский «Фулхэм». На совещании по поводу переизбрания клубов в Футбольную лигу «Берзлем Порт Вейл» покинул турнир из-за финансовых трудностей, после чего «Бертон Юнайтед» подал заявку на занятие их места, однако получил отказ, а вторым приглашённым в состав Футбольной лиги клубом стал «Олдем Атлетик».
После выхода из Футбольной лиги «Бертон Юнайтед» вступил в Лигу Бирмингема и окрестностей, а в 1909 году стал членом Южной лиги. В сезоне 1909/10 клуб занял последнее место в Лиге Бирмингема и окрестностей и предпоследнее место в Южной лиге, после чего был расформирован и объединён с клубом «Бертон Олл Сейтнс» (англ. Burton All Saints), который был основан примерно в то же время, что и «Бертон Юнайтед». В 1924 году «Бертон Олл Сейнтс» был переименован в «Бертон Таун». Клуб существовал до 1940 года, а уже после войны в Бертоне был основан новый клуб, «Бертон Альбион».

## Достижения
Кубок Англии
- Лучший результат: первый раунд, 1906/07